# Acmon
A mitologia fala pouco de Ácmon, o "pai do céu e da terra", cultuado na Ilha de Creta. Há quem diga que ele é um deus grego do período da criação que nasceu da Terra para acabar com o caos e dar origem à luz e ao céu. Ele voltou depois para o ventre da mãe Terra, onde repousa enquanto há ordem. Para outros é considerado o deus da aviação, aquele que alça voo para realizar sua missão e dar ordem e sentido à existência. 
Acmon ou Ácmon, em uma passagem de Plutarco, é o pai de Urano.
Cultuado por pequenos comerciantes da ilha de Creta.
Deus imponente e justo que serviu de inspiração para diversas turmas de formação militar, entre elas, a ACMON-2020, na qual homenageou o Deus escolhendo-o como nome da turma. 